# 맹부삼천지교
"맹부삼천지교"는 2004년에 개봉한 대한민국의 영화이다.

## 캐스팅
- 조재현 : 맹만수 역
- 손창민 : 최강두 역
- 이인 : 맹사성 역
- 소이현 : 최현정 역
- 손현주 : 돼지 아빠 역
- 김뢰하 : 정직 역
- 최준용 : 철봉 역
- 도기석 : 배수 역
- 이승훈